# Tschechische Basketballnationalmannschaft
Die tschechische Basketballnationalmannschaft ist die Nationalmannschaft des Landes Tschechien. Sie vertritt ihr Land bei internationalen Turnieren und Freundschaftsspielen und ist Nachfolger der Tschechoslowakischen Basketballnationalmannschaft, die zwischen 1935 und 1991 insgesamt zwölf Medaillen bei Europameisterschaften errang.

## Teilnahmen

### Bei Olympischen Spielen
| Jahr | Austragungsland        | Teilnahme bis...   | Ergebnis | Gegner                                          | Bemerkungen und Besonderheiten                                                               |
| ---- | ---------------------- | ------------------ | -------- | ----------------------------------------------- | -------------------------------------------------------------------------------------------- |
| 1996 | Vereinigte Staaten     | nicht qualifiziert |          |                                                 |                                                                                              |
| 2000 | Australien             | nicht qualifiziert |          |                                                 |                                                                                              |
| 2004 | Griechenland           | nicht qualifiziert |          |                                                 |                                                                                              |
| 2008 | Volksrepublik China    | nicht qualifiziert |          |                                                 |                                                                                              |
| 2012 | Vereinigtes Königreich | nicht qualifiziert |          |                                                 |                                                                                              |
| 2016 | Brasilien              | nicht qualifiziert |          |                                                 |                                                                                              |
| 2020 | Japan                  | Vorrunde           | 9. Platz | Iran, Frankreich, Vereinigte Staaten (Vorrunde) | Satoranský: Fahnenträger Eröffnungsfeier Satoranský: zweitbester Assistgeber (8,7 pro Spiel) |
| 2024 | Frankreich             | nicht qualifiziert |          |                                                 |                                                                                              |

### Bei Weltmeisterschaften
| Jahr | Austragungsland              | Teilnahme bis...   | Ergebnis | Gegner | Bemerkungen und Besonderheiten                      |
| ---- | ---------------------------- | ------------------ | -------- | --- | --------------------------------------------------- |
| 1994 | Kanada                       | nicht qualifiziert |          | |                                                     |
| 1998 | Griechenland                 | nicht qualifiziert |          | |                                                     |
| 2002 | Vereinigte Staaten           | nicht qualifiziert |          | |                                                     |
| 2006 | Japan                        | nicht qualifiziert |          | |                                                     |
| 2010 | Türkei                       | nicht qualifiziert |          | |                                                     |
| 2014 | Spanien                      | nicht qualifiziert |          | |                                                     |
| 2019 | Volksrepublik China          | Viertelfinale      | 6. Platz | Vereinigte Staaten, Japan, Türkei (Vorrunde) Brasilien, Griechenland (Zwischenrunde); Australien (Finalrunde); Polen, Serbien (Platzierungsspiele) | Satoranský: zweitbester Assistgeber (8,5 pro Spiel) |
| 2023 | Indonesien Japan Philippinen | nicht qualifiziert |          | |                                                     |
| 2027 | Katar                        |                    |          | |                                                     |

### Bei Europameisterschaften
| Jahr | Austragungsland                          | Teilnahme bis...   | Ergebnis  | Gegner | Bemerkungen und Besonderheiten |
| ---- | ---------------------------------------- | ------------------ | --------- | --- | --- |
| 1993 | Deutschland                              | nicht qualifiziert |           | | |
| 1995 | Griechenland                             | nicht qualifiziert |           | | |
| 1997 | Spanien                                  | nicht qualifiziert |           | | |
| 1999 | Frankreich                               | Zwischenrunde      | 11. Platz | Litauen, Griechenland, Deutschland, (Vorrunde) Kroatien, Italien, Türkei (Zwischenrunde)                                       | Bartoň: zweitbester Punktesammler (18,7 pro Spiel) |
| 2001 | Türkei                                   | nicht qualifiziert |           | | |
| 2003 | Schweden                                 | nicht qualifiziert |           | | |
| 2005 | Serbien und Montenegro                   | nicht qualifiziert |           | | |
| 2007 | Spanien                                  | Vorrunde           | 13. Platz | Deutschland, Litauen, Türkei (Vorrunde)                                                                                        | |
| 2009 | Polen                                    | nicht qualifiziert |           | | Abstieg aus Division A |
| 2011 | Litauen                                  | nicht qualifiziert |           | | Gruppensieger Division B |
| 2013 | Slowenien                                | Vorrunde           | 13. Platz | Georgien, Polen, Slowenien, Kroatien, Spanien (Vorrunde)                                                                       | |
| 2015 | Deutschland Frankreich Kroatien Lettland | Viertelfinale      | 7. Platz  | Litauen, Lettland, Belgien, Estland, Ukraine (Vorrunde), Kroatien, Serbien (Finalrunde) Italien, Lettland (Platzierungsspiele) | Veselý: drittbester Punktesammler (19,7 pro Spiel) Veselý: zweitbester Rebounder (9,1 pro Spiel); Satoranský: drittbester Assistgeber (7,3 pro Spiel) Satoranský: EM-Rekord meiste Assists in einem Spiel (15) |
| 2017 | Rumänien Turkei Finnland Israel          | Vorrunde           | 20. Platz | Spanien, Kroatien, Montenegro, Ungarn, Rumänien (Vorrunde)                                                                     | Satoranský: drittbester Assistgeber (6,6 pro Spiel) |
| 2022 | Tschechien Georgien Deutschland Italien  | Achtelfinale       | 16. Platz | Polen, Serbien, Niederlande, Finnland, Israel (Vorrunde) Griechenland (Finalrunde)                                             | als Ausrichter direkt qualifiziert Satoranský: EM-Rekord meiste Assists in einem Spiel (17) |
| 2025 | Finnland Lettland Polen Zypern Republik  |                    |           | | |

## Kader
Basketball-Europameisterschaft 2022
| - Patrik Auda - Ondřej Balvín - Jaromír Bohačík - Vojtěch Hruban | - David Jelínek - Vít Krejčí - Martin Kříž - Tomáš Kyzlink | - Martin Peterka - Tomáš Satoranský - Ondřej Sehnal - Jan Veselý |

Olympische Spiele 2020
| - Patrik Auda - Ondřej Balvín - Jaromír Bohačík - David Jelínek | - Lukáš Palyza - Martin Peterka - Tomáš Satoranský - Blake Schilb | - Ondřej Sehnal - Jakub Šiřina - Jan Veselý - Tomáš Vyoral |  |

## Ehemalige Spieler (Auswahl)
| - Jiří Okáč (* 1963) - Kamil Novák (* 1967) - Pavel Bečka (* 1970) - Jiří Zídek Jr. (* 1973) - Ondřej Starosta (* 1979) | - Jiří Welsch (* 1980) - Luboš Bartoň (* 1980) - Martin Ides (* 1980) - Petr Benda (* 1982) - Blake Schilb (* 1983) |

## Trainer
- Zdeněk Hummel (1993–2000)
- Michal Ježdík (2001–2006)
- Zdeněk Hummel (2006–2007)
- Michal Ježdík (2008–2009)
- Pavel Budinský (2010–2013)
- Ronen Ginzburg (2013–2023)
- Diego Ocampo (seit 2023)